# Nova Canaã Paulista
Nova Canaã Paulista é um município brasileiro do estado de São Paulo. A cidade tem uma população de 2.058 habitantes (IBGE/2024). O município é formado pela sede e pelo povoado de Socimbra.

## História
Nova Canaã foi fundada na década de 50, a 29 de junho de 1954, em terras adquiridas da CAIC, por Inork Conceição da Silva. As terras que formaram o perímetro urbano inicial, limítrofes à cidade, foram adquiridas na década de 40 pelo fazendeiro Stalamo, que com a parceria de dois outros fazendeiros adquiriu 6000 alqueires remanescentes das terras da antiga Fazenda Ponte Pensa.
Fundada a Vila de Nova Canaã, coube a José Francisco da Silva, conhecido como "Zé Chico", a comercialização dos lotes que formaram o traçado planimétrico urbano.
As terras da área geográfica pertenciam então ao município de Santa Fé do Sul. Elevada à categoria de Distrito no dia 28 de fevereiro de 1964, por força da Lei Estadual 8092, e nesta ocasião delimitou-se a área distrital dentro do município de Três Fronteiras.
Nova Canaã emancipou-se por força da Lei Estadual 7664, de 30 de dezembro de 1991, e a instalação do Município efetivou-se em 1° de janeiro de 1993. Com a emancipação política ocorreu a alteração do nome da cidade para Nova Canaã Paulista.

## Geografia
Localiza-se a uma latitude 20º23'09" sul e a uma longitude 50º56'57" oeste, estando a uma altitude de 401 metros. Possui uma área de 124,473 km².
O município está localizado no extremo noroeste do estado de São Paulo, na mesorregião de São José do Rio Preto e microrregião de Jales. Limita-se ao norte com Três Fronteiras, ao sul com Aparecida d'Oeste, a leste com Palmeira d'Oeste e a oeste com Santa Fé do Sul.

### Hidrografia
- Rio Paraná
- Córrego Jaú
- Córrego Cervo
- Córrego Engano
- Córrego Peba
- Córrego Louro

### Rodovias
- SP-595

## Demografia

### População
| Crescimento populacional                             | Crescimento populacional | Crescimento populacional | Crescimento populacional |
| Ano                                                  | População Total          |                          | %±                       |
| ---------------------------------------------------- | ------------------------ | ------------------------ | ------------------------ |
| 2000                                                 | 2 483                    |                          | —                        |
| 2010                                                 | 2 114                    |                          | −14,9%                   |
| 2022                                                 | 2 032                    |                          | −3,9%                    |
| Est. 2024                                            | 2 058                    | [ 6 ]                    | 1,3%                     |
| Fontes: Censos Demográficos IBGE e Estimativas SEADE |                          |                          |                          |

### Dados demográficos
Dados do Censo - 2010
População total: 2.114
- Urbana: 880
- Rural: 1.234
- Homens: 1.076[11]
- Mulheres: 1.038

Densidade demográfica (hab./km²): 16,99
Dados do Censo - 2000
Mortalidade infantil até 1 ano (por mil): 18,64
Expectativa de vida (anos): 69,80
Taxa de fecundidade (filhos por mulher): 1,97
Taxa de alfabetização: 80,68%
Índice de Desenvolvimento Humano (IDH-M): 0,726
- IDH-M Renda: 0,634
- IDH-M Longevidade: 0,747
- IDH-M Educação: 0,796

(Fonte: IPEADATA)

## Política e administração
- Prefeito:  José Marcos Alves (MDB) (2017/2020)
- Vice-prefeito: Divina Gimenes Viana
- Presidente da câmara: Wagner Rosa da Silva (MDB) (2019/2020)

## Infraestrutura

### Comunicações
O sistema de telefones automáticos, assim como o sistema de discagem direta à distância (DDD) com o código de área (0176), foram implantados pela Telecomunicações de São Paulo (TELESP).
Na década de 90 o código DDD da cidade foi alterado para (017), para padronização do sistema telefônico com a telefonia celular que estava sendo implantada em todo o estado.

## Religião
O Cristianismo se faz presente na cidade da seguinte forma:

### Igreja Católica
- A igreja faz parte da Diocese de Jales.[15]

### Igrejas Evangélicas
Entre as igrejas protestantes históricas, pentecostais e neopentecostais, encontram-se na cidade:
- Assembleia de Deus Ministério do Belém.[18][19]
- Congregação Cristã no Brasil.[20]